# Live Bites
Live Bites (с англ. — «Живые укусы») — третий концертный альбом группы Scorpions, вышедший в 1995 году.

## Об альбоме
Live Bites был записан в период с 1988 по 1994 год на концертах в Ленинграде (СССР), Сан-Франциско (США), Мехико (Мексика), Берлине (Германия) и Мюнхене (Германия).

## Список композиций
1. «Tease Me, Please Me» (live in Mexico City) — 4:52
2. «Is There Anybody There?» (live in Mexico City) — 4:08
3. «Rhythm of Love» (live in Berlin) — 3:45
4. «In Trance» (live in Mexico City) — 4:06
5. «No Pain No Gain» (live in Mexico City) — 4:06
6. «When the Smoke Is Going Down» (live in Mexico City) — 2:37
7. «Ave Maria No Morro» (live in Mexico City) — 3:15
8. «Living for Tomorrow» (live in Leningrad, U.S.S.R) — 6:55
9. «Concerto in V» (live in Berlin or San Francisco) — 3:00
10. «Alien Nation» (live in Mexico City) — 5:29
11. «Hit Between The Eyes» (live in Mexico City) — 4:08
12. «Crazy World» (live in San Francisco) — 5:33
13. «Wind of Change» (live in Munich) — 5:47
14. «Edge of Time» (студийный трек (американский релиз)) — 4:07
15. «Heroes Don’t Cry» (студийный трек) — 4:32
16. «White Dove» (кавер гр. Omega) (студийный трек) — 4:17

## Участники записи
- Клаус Майне — вокал
- Маттиас Ябс — гитара,бэк-вокал
- Рудольф Шенкер — ритм-гитара, бэк-вокал
- Ральф Рикерманн — Бас-гитара, бэк-вокал
- Герман Раребелл — ударные, бэк-вокал
- Клавишник: Джон Вебстер
- Второй Клавишник (Woman и Lonely Nights): Люк Херзог